# Associazione Sportiva Andria BAT 2011-2012
Questa pagina raccoglie le informazioni riguardanti l'Associazione Sportiva Andria BAT nelle competizioni ufficiali della stagione 2011-2012.

## Rosa
| N. |                      | Ruolo | Calciatore            |
| -- | -------------------- | ----- | --------------------- |
|    | Italia (bandiera)    | C     | Mariano Arini         |
|    | Italia (bandiera)    | C     | Elia Ballardini       |
|    | Italia (bandiera)    | C     | Matteo Berretti       |
|    | Italia (bandiera)    | P     | Luca Berto            |
|    | Italia (bandiera)    | C     | Davide Caremi         |
|    | Italia (bandiera)    | C     | Mirko Carretta        |
|    | Italia (bandiera)    | D     | Luigi Cipriani        |
|    | Argentina (bandiera) | C     | Federico Comini       |
|    | Italia (bandiera)    | D     | Sergio Contessa       |
|    | Italia (bandiera)    | D     | Alberto Cossentino    |
|    | Italia (bandiera)    | C     | Girolamo D'Alessandro |
|    | Italia (bandiera)    | D     | Francesco De Giorgi   |
|    | Italia (bandiera)    | A     | Umberto Del Core      |
|    | Italia (bandiera)    | D     | Luigi Di Simone       |
|    | Italia (bandiera)    | C     | Mattia Evangelisti    |
|    | Italia (bandiera)    | D     | Pasquale Fazio        |
|    | Italia (bandiera)    | A     | Giuseppe Gambino      |
|    | Italia (bandiera)    | A     | Riccardo Innocenti    |
|    | Italia (bandiera)    | A     | Andrea La Mantia      |

| N. |                   | Ruolo | Calciatore             |
| -- | ----------------- | ----- | ---------------------- |
|    | Italia (bandiera) | C     | Francesco La Rosa      |
|    | Italia (bandiera) | A     | Savino Leonetti        |
|    | Italia (bandiera) | A     | Nicola Loiodice        |
|    | Italia (bandiera) | C     | Gaetano Manco (I)      |
|    | Italia (bandiera) | C     | Massimiliano Marsili   |
|    | Italia (bandiera) | D     | Biagio Meccariello     |
|    | Italia (bandiera) | A     | Mattia Minesso         |
|    | Italia (bandiera) | D     | Tiziano Mucciante      |
|    | Italia (bandiera) | D     | Nicholas Nicolao       |
|    | Italia (bandiera) | C     | Andrea Paolucci        |
|    | Italia (bandiera) | D     | Luca Pierotti          |
|    | Italia (bandiera) | P     | Riccardo Ragni         |
|    | Italia (bandiera) | P     | Gian Maria Rossi       |
|    | Italia (bandiera) | A     | Nicola Russo           |
|    | Italia (bandiera) | P     | Alessandro Sansonna    |
|    | Italia (bandiera) | P     | Vitangelo Spadavecchia |
|    | Italia (bandiera) | C     | Giovanni Taormina      |
|    | Italia (bandiera) | D     | Angelo Tartaglia       |
|    | Italia (bandiera) | D     | Andrea Zaffagnini      |

## Calciomercato

### Sessione estiva(dall'1/7 al 31/8)
| Acquisti | Acquisti            | Acquisti        | Acquisti             |
| R.       | Nome                | da              | Modalità             |
| -------- | ------------------- | --------------- | -------------------- |
| P        | Luca Berto          | Città di Jesolo | definitivo           |
| P        | Riccardo Ragni      | Pescara         | comproprietà         |
| P        | Alessandro Sansonna | Bisceglie       | fine prestito        |
| D        | Francesco De Giorgi | Nardò           | definitivo           |
| D        | Biagio Meccariello  | Viribus Unitis  | definitivo           |
| D        | Tiziano Mucciante   | Chieti          | definitivo           |
| D        | Angelo Tartaglia    | Viribus Unitis  | definitivo           |
| C        | Andrea Paolucci     | Fiorentina      | rinnovo comproprietà |
| C        | Davide Caremi       | Frosinone       | definitivo           |
| C        | Matteo Giglio       | Vicenza         | comproprietà         |
| A        | Federico Comini     | Avellino        | definitivo           |
| A        | Giuseppe Gambino    | Teramo          | definitivo           |
| A        | Riccardo Innocenti  | Barletta        | definitivo           |
| A        | Giuseppe Lacarra    | Como            | fine prestito        |

| Cessioni | Cessioni           | Cessioni       | Cessioni      |
| R.       | Nome               | a              | Modalità      |
| -------- | ------------------ | -------------- | ------------- |
| P        | Giacomo Palazzi    |                | svincolato    |
| D        | Lorenzo Sibilano   |                | fine carriera |
| D        | Nicholas Nicolao   | FC Francavilla | prestito      |
| D        | Andrea Gaveglia    | Ebolitana      | definitivo    |
| D        | Luca Ceppitelli    | Bari           | fine prestito |
| D        | Pasquale Fazio     | Ternana        | prestito      |
| D        | Vito Di Bari       | Taranto        | definitivo    |
| C        | Almamy Doumbia     |                | svincolato    |
| C        | Alessandro Moro    | Sacilese       | svincolato    |
| C        | Giuseppe Statella  | Bari           | fine prestito |
| C        | Tommaso Coletti    | Foggia         | fine prestito |
| C        | Matteo Berretti    | Taranto        | fine prestito |
| A        | Luigi Anaclerio    | Bisceglie      | svincolato    |
| A        | Pietro Arcidiacono |                | rescissione   |
| A        | Michele Capone     | Messina        | prestito      |
| A        | Mirko Carretta     | Chievo         | definitivo    |
| A        | Giuseppe Cozzolino | Como           | fine prestito |
| A        | Giuseppe Lacarra   | Chieti         | prestito      |
| A        | Savino Leonetti    | FC Francavilla | prestito      |
| A        | Mattia Minesso     | Chievo         | fine prestito |

### Sessione invernale(dall'3/1 al 31/1)
| Acquisti | Acquisti         | Acquisti   | Acquisti     |
| R.       | Nome             | da         | Modalità     |
| -------- | ---------------- | ---------- | ------------ |
| P        | Andrea Menegon   | Pergocrema | svincolato   |
| D        | Davide Cavallaro | Nocerina   | comproprietà |
| A        | Andrea La Mantia | Frosinone  | prestito     |
| A        | Nicola Russo     | Taranto    | prestito     |

| Cessioni | Cessioni           | Cessioni | Cessioni    |
| R.       | Nome               | a        | Modalità    |
| -------- | ------------------ | -------- | ----------- |
| P        | Luca Berto         |          | rescissione |
| A        | Riccardo Innocenti | Fano     | prestito    |

### Operazioni esterne alle sessioni
| Acquisti | Acquisti         | Acquisti | Acquisti   |
| R.       | Nome             | da       | Modalità   |
| -------- | ---------------- | -------- | ---------- |
| P        | Gian Maria Rossi |          | svincolato |